# Hopelchén
Hopelchén là một đô thị thuộc bang Campeche, Mexico. Năm 2005, dân số của đô thị này là 34687 người.